# Forn de Santo Cristo
Forn del Santo Cristo, fundat el 1910, per la família Coll, en una planta baixa d'un edifici d'habitatges plurifamiliars de quatre plantes al carrer dels Paraires, núm 2, Palma, Mallorca. Té més establiments: un al carrer de Sant Miquel, núm. 47, un altre a la plaça de Marquès de Palmer, núm. 2, i un altre, al Fan Mallorca.

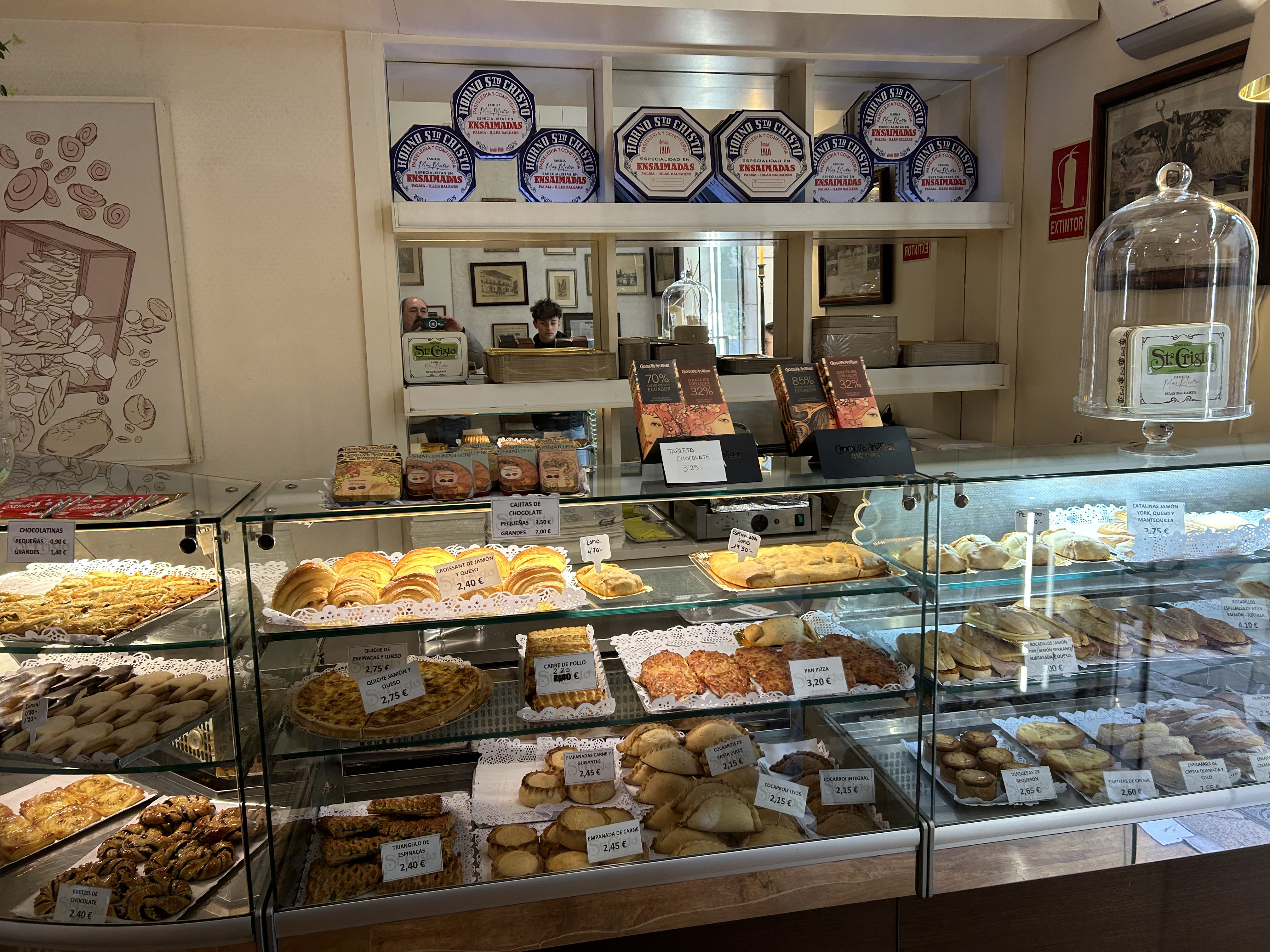
Interior del forn de Santo Cristo, Palma

Les germanes Antònia i Joana Coll el regentaren fins al 1960 que fou traspassat als germans Ángel i Pedro Calleja. El 2010, Maria Mas i la seva família se'n feren càrrec.
El lletrero és un tret identificatiu del negoci: fons verd i amb lletres marrons amb una tipografia que crida l'atenció, en què a més del nom apareix l'any de fundació. Ven rebosteria i productes típics de Mallorca. A l'entrada del local, hi pengen caixes d'ensaïmades, col·locades verticalment.
Una antiga llegenda relata que, fa molt de temps, una fornada de pa es va cremar al carrer de Paraires. El forner, furiós, va llançar un crucifix cap al cel mentre blasfemava: «¡Santo Cristo!». Des d'aquell instant, l'establiment va quedar batejat amb aquest nom.

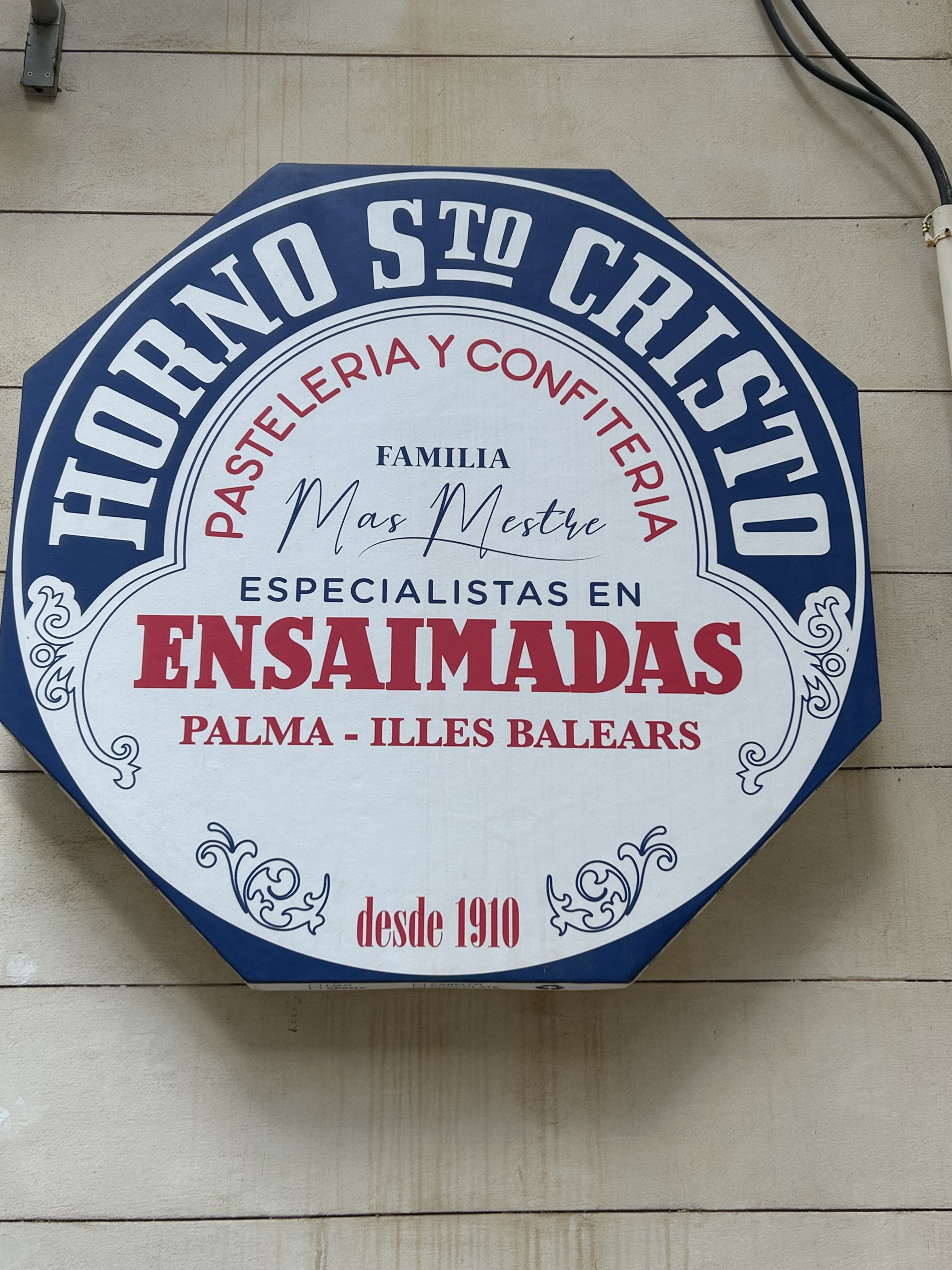
Detall de la façana del forn de Santo Cristo, Palma

S'han adaptat a la modernitat amb la venda en línia: han enviat ensaïmades a Santo Domingo i als Estats Units. A Europa (França i Alemanya) també tenen clients habituals, així com a la península (Barcelona, València i Madrid). Els productes estrella són les ensaïmades i les coques de patates.
El 24 de juliol de 2024 (resolució núm. 7460, Ajuntament de Palma) el manté com a Comerç Emblemàtic (categoria 1A) en l'aprovació del Catàleg d'establiments emblemàtics de 2024, en què va ser inscrit l'any 2018.